# Zaljevo
Zaljevo (cyr. Заљево) – wieś w Czarnogórze, w gminie Bar. W 2011 roku liczyła 678 mieszkańców.